# San Paolo Albanese
San Paolo Albanese  (på arberesjiska Shën Pali) är en ort och kommun i provinsen Potenza i regionen Basilicata i Italien. Kommunen hade 260 invånare (2017).
Staden hette Casalnuovo Lucano mellan åren 1936 och 1962.[källa behövs] Staden bebos av arberesjerna sedan medeltiden. Deras modersmål är arberesjiska, språket talas av invånarna, men även italienska.[källa behövs]